# Giuseppe Sala (politico)
Giuseppe Sala, detto anche Beppe (Milano, 28 maggio 1958), è un politico, dirigente pubblico ed ex dirigente d'azienda italiano, sindaco di Milano e della sua omonima città metropolitana dal 21 giugno 2016.
Ha ricoperto l'incarico di commissario unico di Expo 2015 dal 2013 al 2015 ed è stato amministratore delegato di Expo 2015 S.p.A dal 2010 al 2016.

## Biografia
Nato a Milano nel 1958, ma cresciuto a Varedo (Monza e Brianza), nel 1983 si è laureato in economia aziendale all'Università commerciale Luigi Bocconi.
Inizia la sua carriera alla Pirelli ricoprendo diversi incarichi nelle aree del controllo di gestione, della pianificazione strategica, della valutazione degli investimenti e nelle nuove iniziative di business.
Nel 1994 diventa direttore del controllo di gestione e della pianificazione strategica del settore pneumatici di Pirelli e nel 1998 è nominato amministratore delegato della Pirelli Tyre. Nel 2001 è vicepresidente senior, responsabile delle strutture industriali e logistiche del settore pneumatici. Nel 2002 lascia il settore pneumatici per le telecomunicazioni e assume la carica di direttore finanziario (chief financial officer) di Telecom, mentre dal 2003 al 2006 è direttore generale di Telecom Italia Wireline e infine della TIM, nata dalla fusione tra TIM e Telecom Italia.

Nel 2007 e 2008 è consulente senior per Nomura Bank e presidente di Medhelan Management & Finance. Nel 2009, su chiamata dell'allora sindaco di Milano Letizia Moratti (Il Popolo della Libertà) Sala passa all'amministrazione pubblica, assumendo l'incarico di direttore generale del comune di Milano, che detiene per un anno e mezzo, fino a giugno 2010. Da febbraio a maggio 2012 ricopre poi la carica di presidente di A2A, l'azienda pubblica lombarda di energia e servizi.

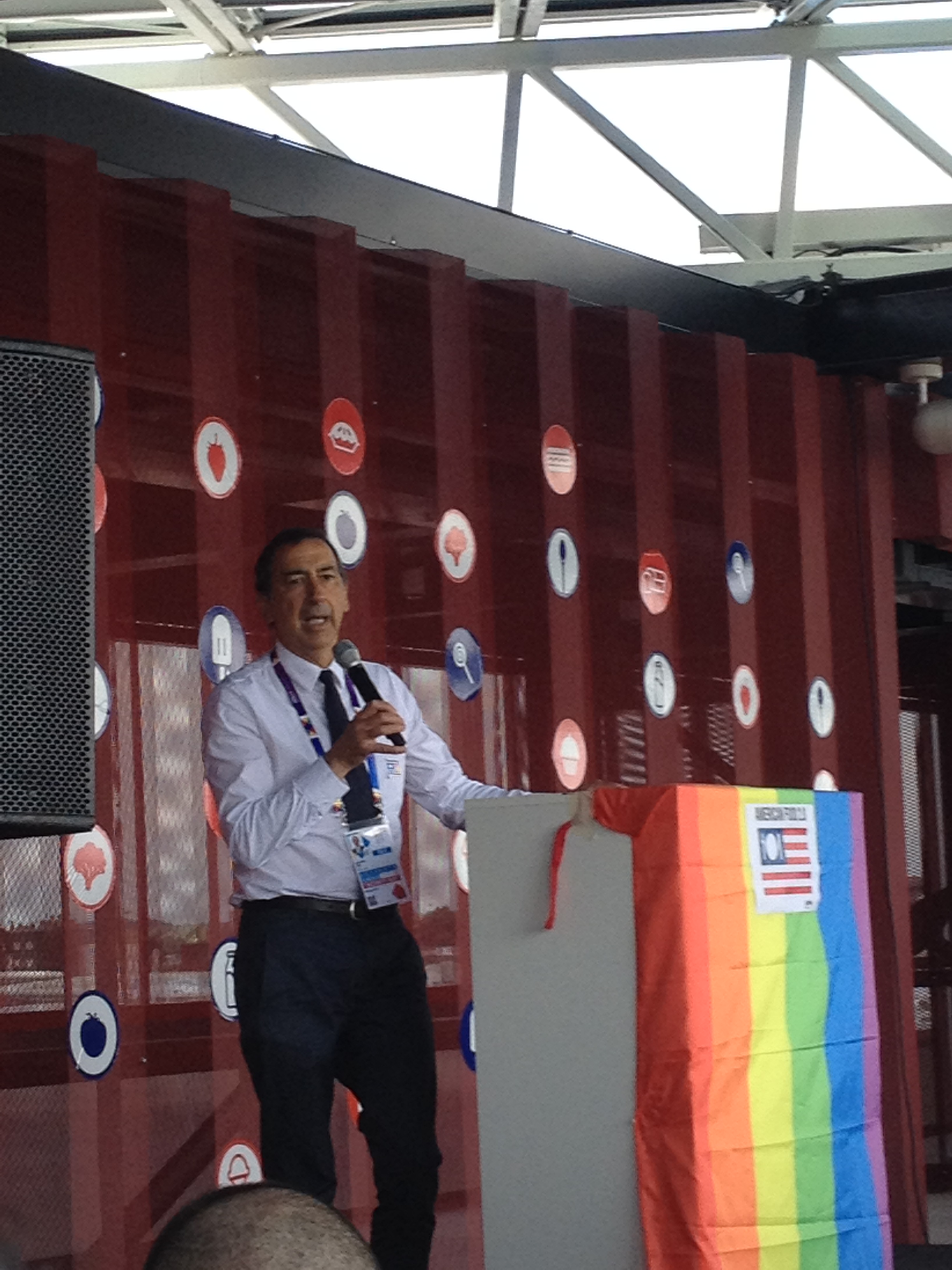
Sala al padiglione U.S.A. dell'Expo 2015 all'apertura del Milano Pride

È stato rappresentante del comune di Milano nel consiglio di amministrazione di Expo 2015 S.p.A., l'azienda italiana di totale proprietà pubblica incaricata della realizzazione, organizzazione e gestione dell'Esposizione Universale di Milano del 2015, società della quale Sala è stato amministratore delegato da giugno 2010 fino alle sue dimissioni in dicembre 2015.
Il 6 maggio 2013 il presidente del Consiglio Enrico Letta lo ha nominato commissario unico delegato del governo per l'Expo. Da ottobre 2015 a giugno 2016 è stato consigliere di amministrazione di Cassa Depositi e Prestiti.

## Carriera politica

### Sindaco di Milano

#### Elezioni primarie
A fine dicembre 2015, in vista delle elezioni amministrative del 2016, annuncia la sua candidatura alle elezioni primarie del centro-sinistra per la scelta del candidato sindaco di Milano, sebbene cinque anni prima avesse dichiarato di non voler ricoprire tale ruolo, indette a seguito della volontà del sindaco uscente di centro-sinistra Giuliano Pisapia di non presentarsi per un secondo mandato, eletto nel 2011 dopo 18 anni in cui il comune di Milano era stato governato dal centro-destra.
Durante la campagna elettorale, coordinata dall'ex candidato alla presidenza della Regione Lombardia per il centro-sinistra Umberto Ambrosoli, il settimanale Panorama e altre forze politiche ipotizzano la sua incandidabilità in virtù del precedente ruolo svolto come commissario di governo per l'Expo; tuttavia i successivi ricorsi, sia al TAR che al tribunale civile di Milano, ne confermeranno tuttavia l'eleggibilità.

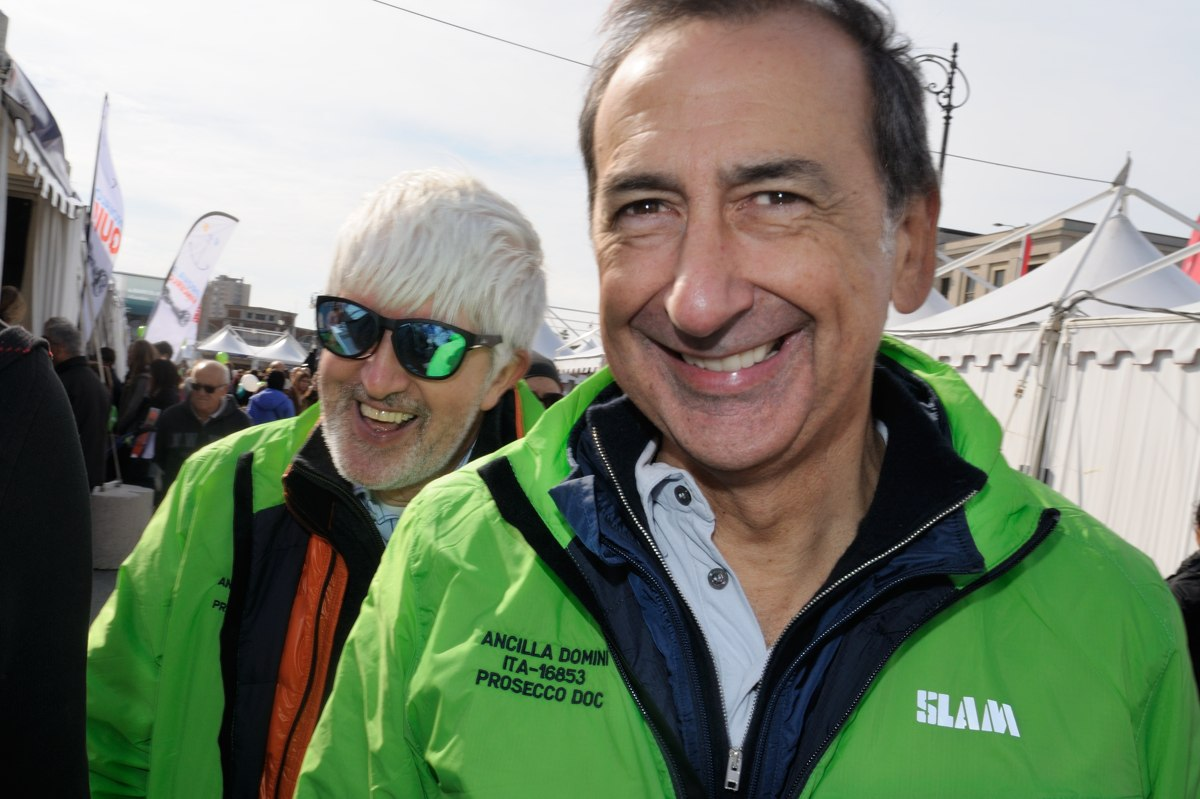
Sala insieme a Beppe Severgnini nel 2016

Alle primarie del 7 febbraio 2016 Sala vince la competizione con il 42,28% dei voti (25.600) e superando il vicesindaco uscente Francesca Balzani (33,96%), sostenuta da Pisapia, l'assessore alle politiche sociali uscente Pierfrancesco Majorino (23%) e il direttore generale di UISP Milano Antonio Iannetta (0,73%).

#### Primo mandato
Alla tornata elettorale si presenta quindi sostenuto da una coalizione formata dal Partito Democratico (PD), con Majorino come capolista, dall'Italia dei Valori e dalle liste "Sinistra per Milano" e la civica di Beppe Sala "Noi, Milano", che al primo turno raccoglie il 41,61% dei voti e accedendo al ballottaggio con il candidato di centro-destra Stefano Parisi (40,78%), già direttore generale di Milano durante l'amministrazione comunale di Gabriele Albertini. Al ballottaggio del 19 giugno viene eletto sindaco di Milano con il 51,7% e superando Parisi fermo al 48,3%.
Il 26 giugno 2016 presenta la composizione della giunta dopo appena una settimana dalla vittoria al ballottaggio, formata per metà da assessori della precedente amministrazione Pisapia. La giunta è formata da cinque donne e sette uomini.
A inizio mandato presenta il programma di governo della città "Fare Milano" sulla riqualificazione e lo sviluppo delle periferie, della mobilità e degli ex scali ferroviari. Sempre nell'ambito della riqualificazione urbana, il 6 marzo 2017, Sala firma con il presidente del Consiglio Paolo Gentiloni l'accordo con il quale il governo si impegna a stanziare 40 milioni di euro per i progetti presentati dal Comune di Milano nell'ambito del bando delle periferie indetto nel 2016 dal Governo Renzi.
L'11 novembre 2016, come sindaco, ha officiato con rito laico i funerali dell'oncologo Umberto Veronesi, morto tre giorni prima nella sua casa di Milano a 90 anni. I funerali si sono svolti a Palazzo Marino, sede del comune di Milano, alla presenza di moltissima gente comune.
Il 16 dicembre 2016, in seguito alle notizie di indagini sul suo conto nell'ambito di un’inchiesta su appalti Expo, Sala si auto-sospende dalla carica di primo cittadino di Milano e della città metropolitana. Il 20 dicembre seguente, dopo un incontro tra il suo legale, il procuratore generale e il procuratore aggiunto di Milano, torna a ricoprire gli incarichi di governo della città.
A gennaio 2017 Sala finisce al centro delle polemiche per la sua presunta intenzione di dedicare un luogo di Milano a Bettino Craxi. Nel luglio 2019 il sindaco Sala annuncia un rimpasto della giunta.
All'inizio della pandemia di COVID-19 Sala rilancia una campagna mediatica caratterizzata dallo slogan "Milano non si ferma", invitando i cittadini a non cambiare le proprie abitudini di vita a causa della diffusione del virus. In seguito si fa fotografare sui Navigli mentre consuma un aperitivo con Alessandro Cattelan e Nicola Zingaretti; lo stesso Zingaretti si ammalerà di COVID-19 pochi giorni dopo. Lo stesso sindaco, in seguito, ammetterà di aver commesso un errore incoraggiando tali comportamenti.

#### Secondo mandato
Il 7 dicembre 2020, dopo diversi temporeggiamenti, annuncia ufficialmente di aver deciso di candidarsi per un secondo mandato come sindaco, sempre col sostegno del centro-sinistra, alle elezioni comunali in programma per l'anno seguente. Il suo slogan della campagna elettorale è "Milano sempre più Milano".
Il 12 marzo 2021, in un'intervista, Sala dichiara di firmare la carta dei valori dei Verdi Europei, annunciando altresì l'intenzione di essere cooptato "con i tempi giusti" nel partito, esternazioni accolte con favore anche da alcuni esponenti dei Verdi. Nonostante le sue affermazioni e il riscontro positivo dello stesso Partito Verde Europeo, viene fatto notare che l'intera vicenda si poi è silenziosamente conclusa con un nulla di fatto.
In vista delle elezioni amministrative del 2021 conferma la ricandidatura a sindaco, sostenuto da una coalizione formata da PD, Europa Verde, Volt Milano e le liste Lista Beppe Sala Sindaco (Articolo Uno, Democrazia Solidale e Verde è Popolare), I Riformisti - Lavoriamo per Milano (Italia Viva, +Europa, Azione, Centro Democratico), Milano in Salute, Milano Unita - Sinistra per Sala (Sinistra Italiana, èViva) e La Milano Radicale.
Alla tornata elettorale viene rieletto al primo turno, avendo conquistato il 57,73%, corrispondente a 277.478 voti, mentre il suo principale avversario, il medico pediatra Luca Bernardo, candidato del centro-destra, si ferma solamente al 31,97%.
Rieletto, il 13 ottobre 2021 Sala annuncia la formazione della nuova giunta, composta da sei uomini e sei donne.
In occasione delle elezioni politiche anticipate del 2022 dichiara di votare per il PD, definendolo come il suo "partito di riferimento".
Il 6 dicembre 2022 vince il Telegatto come "segno di riconoscenza" per il patrocinio concesso dal comune agli eventi di TV Sorrisi e Canzoni.

## Vicende giudiziarie

### Adempimenti di trasparenza
Nell'aprile 2016 Sala viene iscritto nel registro degli indagati dalla procura di Milano per la mancata dichiarazione di alcune sue proprietà in Svizzera, posizione per la quale è stata chiesta, da parte del Pubblico Ministero, l'archiviazione nel giugno 2016.

### Expo 2015
In relazione al suo incarico di amministratore delegato di Expo 2015, Sala è stato criticato per via di appalti che sarebbero stati aggiudicati, durante la sua gestione, in modo illegittimo. Il Comitato Antimafia di Milano infatti ha denunciato nella sua sesta relazione semestrale due affidamenti diretti, da parte della società Expo, per lo svolgimento di attività in relazione alle Linee Guida Antimafia per protocollo di legalità, per un totale di 741.500 euro, denunciando pratiche opache e nessuna risposta chiara in merito ai chiarimenti richiesti dal Comitato.
Il 29 luglio 2015 è stato indagato per abuso d'ufficio in relazione all'affidamento senza gara della ristorazione per l'Expo a Eataly. A gennaio 2016 il GIP ha disposto l'archiviazione del procedimento perché "rientra pienamente nella discrezionalità amministrativa" del commissario inserire l'appalto a Eataly tra quelli assegnabili senza gara. Inoltre per PM e GIP, non è perseguibile l'abuso d'ufficio perché "non sono emersi motivi sotterranei che hanno portato alla scelta" di Eataly.
Sempre nel gennaio 2016 è balzato all'onore delle cronache l'affidamento per gli allestimenti del Padiglione Zero e dell'Expo Centre all'architetto Michele De Lucchi, lo stesso architetto che ha ristrutturato la villa al mare del manager a Zoagli.
Il 15 dicembre 2016 è iscritto nel registro degli indagati nell'ambito dell'inchiesta sull'appalto "Piastra dei servizi": i fatti contestati risalgono al periodo in cui Sala era Commissario Expo. Sala si è autosospeso dalle funzioni di primo cittadino di Milano dal 16 al 20 dicembre 2016. Per vicende legate all'irregolarità di alcuni appalti e bandi di Expo, Sala è stato indagato per falso e concorso in abuso d'ufficio in inchieste che hanno visto coinvolti, con varie accuse, altri manager.
Il processo per falso, cominciato il 20 febbraio 2018, è stato subito rinviato al 15 maggio 2018. Il 5 luglio 2019 Sala viene condannato in primo grado a sei mesi di reclusione commutati in pena pecuniaria di 45 000 euro. In secondo grado di giudizio il 21 ottobre 2020 la Corte d’appello rigetta la domanda di assoluzione presentata dalla difesa per il reato di falso in atto pubblico, ma dichiara il reato prescritto.
Il 29 marzo 2018 è prosciolto dall'accusa di abuso d'ufficio per la fornitura di 6.000 alberi per il sito dell’Esposizione Universale perché il fatto non sussiste. Contro la sentenza d'assoluzione la procura ha successivamente presentato appello. Nel marzo 2019 la Corte d’appello conferma il proscioglimento dell'imputato in quanto l'allora commissario «ha agito in buona fede, confidando nella legittimità del proprio operato». Nell'ambito della stessa inchiesta Sala è stato indagato anche per danno erariale, procedimento riguardo al quale la Corte dei conti ha disposto l'archiviazione in quanto le accuse non sussistono.

### Inchiesta sull'Urbanistica
Nel luglio 2025, in qualità di Sindaco di Milano, viene indagato dalla Procura di Milano, insieme ad altri membri della giunta, tecnici comunali, tecnici privati e costruttori, per una serie di reati legati ad opacità in merito alla gestione di alcuni progetti edilizi presenti nella città di Milano.
Il 21 luglio 2025, lo stesso giorno in cui si è dimesso l'assessore all'urbanistica di Milano Giancarlo Tancredi, Giuseppe Sala non si è dimesso e ha difeso le proprie scelte con un lungo discorso in consiglio comunale.
L'inchiesta porta a critiche sulla politica urbanistica della giunta Sala anche da parte di partiti membri della maggioranza, come Europa Verde.

## Opere
- Milano e il Secolo della città, La nave di Teseo, 2018, ISBN 9788893444170
- Società per azioni, Einaudi, 2020, ISBN 9788806246396
- Lettere dalle città del futuro, DeAgostini, 2021, ISBN 9788851186005